# Мэннинг, Престон
Эрнест Престон Мэннинг (англ. Ernest Preston Manning) — лидер официальной оппозиции в 1997—2000 годы, глава реформистской партии Канады в 1987—2000 годы, член палаты общин Канады в 1993—2002 годы. Основатель двух консервативных политических партий — Реформистской партии Канады и Канадского союза.

## Молодость
Престон Мэннинг родился в семье политика: его отец, Эрнест Мэннинг, дольше всех пробыл на посту премьер-министра Альберты (1943—1968). В 1964 году Мэннинг окончил Университет Альберты со степенью бакалавра в экономике. По профессии Мэннинг — консультант по вопросам управления. Через некоторое время после учёбы он присоединился к организации консервативного толка Public Affair Research Foundation. Будучи в данной исследовательской организации он занимался исследованием книги своего отца «Political Realignment», а также стал соавтором документа «White Paper on Human Resource Development», разработанного для правительства Альберты под руководством партии социального кредита. Благодаря этому документу в Альберте был создан целый ряд новых агентств: департамент молодёжи, совет по человеческим ресурсам, сервисная служба Альберты.
В 1968 году Эрнест Мэннинг ушёл с политической арены и основал вместе с сыном фирму Manning Consultants Ltd. Всё это время Престон Мэннинг был занят поиском подходящей под его взгляды политической силы. Сначала он работал с Social Conservative Society, затем с Movement of National Political Change. В 1980-х годах оформились взгляды реформистского течения. В ноябре 1987 года в Виннипеге была образована реформистская партия, во главе которой встал Престон Мэннинг.

## Политическая карьера
В 1965 году на выборах Мэннинг выступил кандидатом от партии социального кредита, однако потерпел поражение от Уильяма Скорейко. В 1987 он основал Реформистскую партию, выступавшую за финансовую ответственность, равенство провинций и парламентскую реформу. Престон Мэннинг был её первым и единственным лидером. На выборах 1988 года он участвовал от новой Реформистской партии, однако опять потерпел поражение, на этот раз от бывшего премьер-министра Джо Кларка в Йелоухеде.
К 1993 году ситуация на политической арене Канады изменилась. Только два представителя Прогрессивно-консервативной партии были избраны, 52 места получила Реформистская партия. Престон Мэннинг победил на выборах в Палату общин как депутат Реформистской партии от юго-западного Калгари. На выборах 1997 года Престон Мэннинг был переизбран, Реформистская партия получила 60 мест и стала официальной оппозицией. В 1998 он начал движение за слияние реформистской партии с частью прогрессивных консерваторов. Несмотря на значительные успехи Реформистской партии, её основная поддержка была расположена к западу от Онтарио, что делало партию отдалённой от политического центра страны. В 2000 году, после образования Канадского союза, Мэннинг стал лидером новой партии, однако был смещён с этого поста 8 июля того же года, когда главой партии стал Стокуэлл Дей.
На федеральных всеобщих выборах в 2000 году Мэннинг был переизбран, а в 2001 он объявил о своей болезни — раке предстательной железы и ушёл из политики в январе 2002 года.

## В отставке
С момента своего ухода из политики Престон Мэннинг продолжает активно писать и рассуждать о реформировании канадской политики через консервативные принципы. В 2005 году Престон Мэннинг основал «Мэннинг центр для построения демократии», организацию, поддерживающую консервативные ценности и консервативное политическое движение в Канаде и занимающуюся подготовкой кадров.
12 декабря 2008 года Престон Мэннинг стал компаньоном ордена Канады. В представлении к ордену отмечалась работа по проведению демократических и политических реформ, а также работа с общественными структурами, которая проводилась Престоном Мэннингом после ухода из политики в рамках таких организаций как Fraser Institute, the Canada West Foundation и «Мэннинг центр для построения демократии».